# اسپرینگویل (آلاباما)
اسپرینگویل (به انگلیسی: Springville) شهرکی در شهرستان سینت کلیر ایالت آلاباما است که مساحت آن ۲۳٫۱۵ کیلومتر مربع است و در سرشماری سال ۲۰۱۰ میلادی، ۴٬۰۸۰ نفر جمعیت داشته و تراکم جمعیتی آن، ۱۷۶٫۲۴ نفر در هر کیلومتر مربع بوده است.